# Draft de la NBA de 1993
El Draft de la NBA de 1993 se celebró en Auburn Hills, Míchigan, el 30 de junio de dicho año. Entre las dos primeras rondas del mismo, solo 4 jugadores fueron nacidos fuera de los Estados Unidos, destacando el gigante rumano Gheorghe Muresan y el argentino Marcelo Nicola.

## Primera ronda

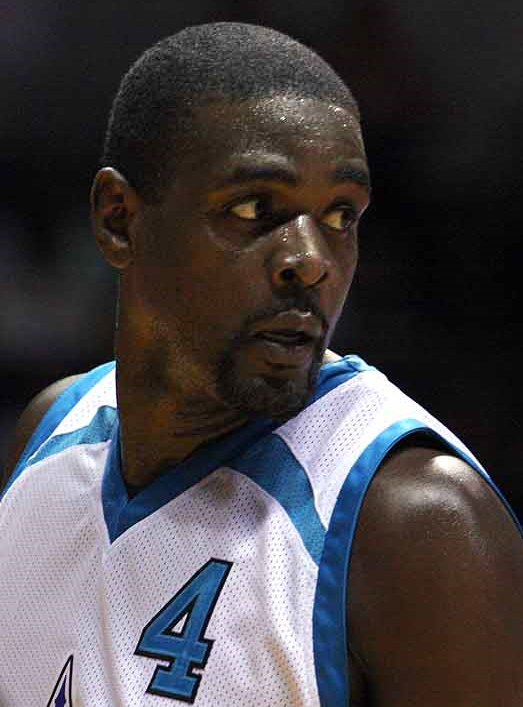
Chris Webber, la 1.ª elección.

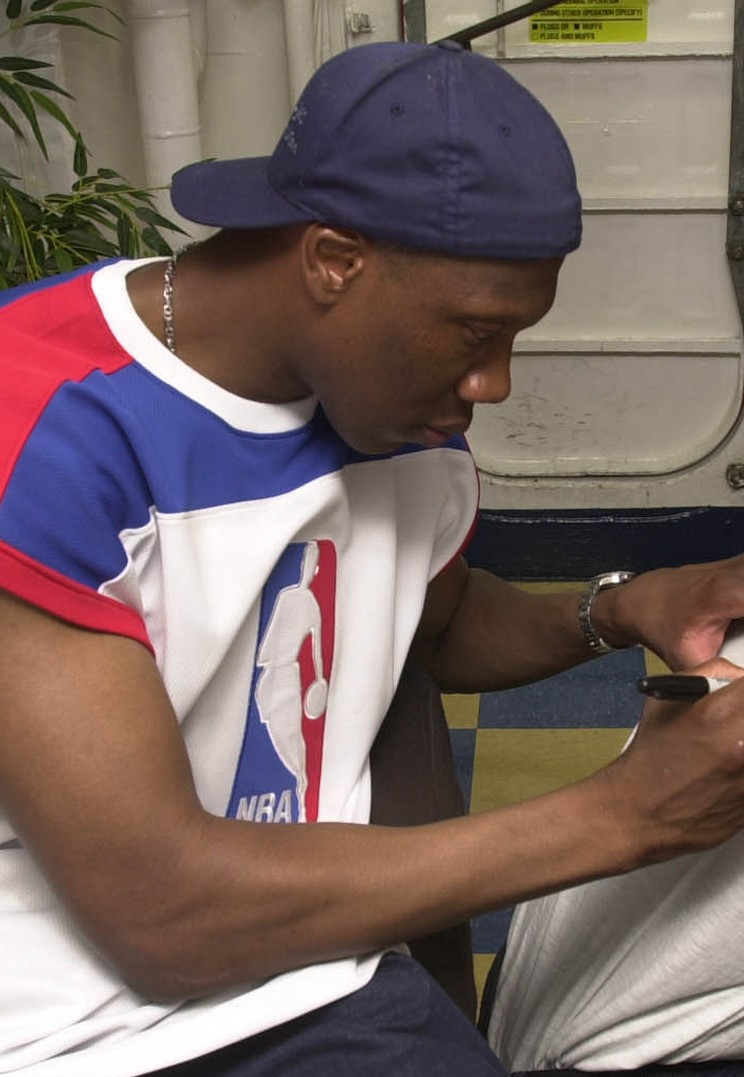
Ervin Johnson, la 23ª elección.

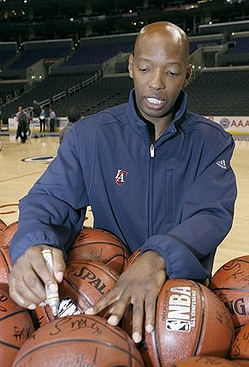
Sam Cassell, la 24ª elección.

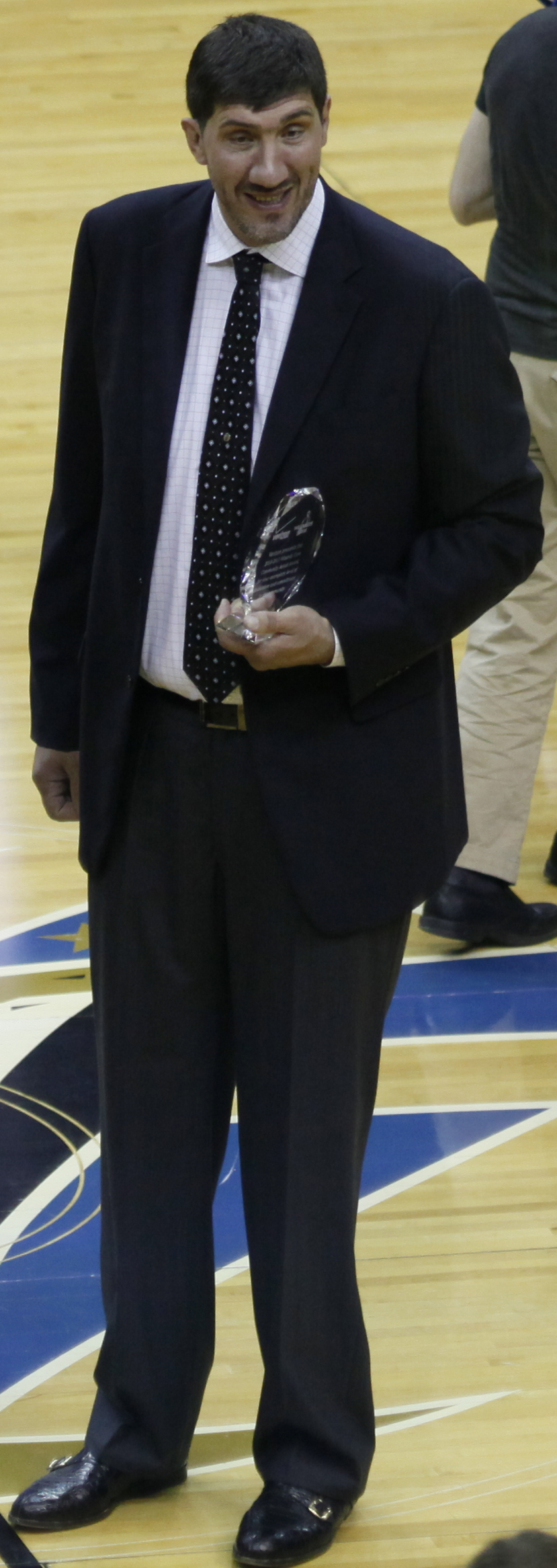
Gheorghe Muresan, la 30ª elección.

|  | Denota jugador que ha sido seleccionado al menos en un All-Star Game y un Mejor Quinteto de la NBA |
|  | Denota jugador que ha sido seleccionado al menos en un All-Star Game                               |
|  | Denota jugador que nunca ha jugado en la NBA                                                       |

| Pick | Jugador                 | Nacionalidad   | Equipo de la NBA       | Origen (Universidad/club) |
| ---- | ----------------------- | -------------- | ---------------------- | ------------------------- |
| 1    | Chris Webber (PF)       | Estados Unidos | Orlando Magic          | Michigan                  |
| 2    | Shawn Bradley (C)       | Estados Unidos | Philadelphia 76ers     | BYU                       |
| 3    | Anfernee Hardaway (PG)  | Estados Unidos | Golden State Warriors  | Memphis State             |
| 4    | Jamal Mashburn (SF)     | Estados Unidos | Dallas Mavericks       | Kentucky                  |
| 5    | Isaiah Rider (SG)       | Estados Unidos | Minnesota Timberwolves | UNLV                      |
| 6    | Calbert Cheaney (SG/SF) | Estados Unidos | Washington Bullets     | Indiana                   |
| 7    | Bobby Hurley (PG)       | Estados Unidos | Sacramento Kings       | Duke                      |
| 8    | Vin Baker (PF)          | Estados Unidos | Milwaukee Bucks        | Hartford                  |
| 9    | Rodney Rogers (PF)      | Estados Unidos | Denver Nuggets         | Wake Forest               |
| 10   | Lindsey Hunter (PG)     | Estados Unidos | Detroit Pistons        | Jackson State             |
| 11   | Allan Houston (SG)      | Estados Unidos | Detroit Pistons        | Tennessee                 |
| 12   | George Lynch (SF)       | Estados Unidos | Los Angeles Lakers     | North Carolina            |
| 13   | Terry Dehere (SG)       | Estados Unidos | Los Angeles Clippers   | Seton Hall                |
| 14   | Scott Haskin (PF)       | Estados Unidos | Indiana Pacers         | Oregon State              |
| 15   | Doug Edwards (SF)       | Estados Unidos | Atlanta Hawks          | Florida State             |
| 16   | Rex Walters (SG)        | Estados Unidos | New Jersey Nets        | Kansas                    |
| 17   | Greg Graham (SG)        | Estados Unidos | Charlotte Hornets      | Indiana                   |
| 18   | Luther Wright (C)       | Estados Unidos | Utah Jazz              | Seton Hall                |
| 19   | Acie Earl (C)           | Estados Unidos | Boston Celtics         | Iowa                      |
| 20   | Scott Burrell (SF)      | Estados Unidos | Charlotte Hornets      | UConn                     |
| 21   | James Robinson (SG)     | Estados Unidos | Portland Trail Blazers | Alabama                   |
| 22   | Chris Mills (SF)        | Estados Unidos | Cleveland Cavaliers    | Arizona                   |
| 23   | Ervin Johnson (C)       | Estados Unidos | Seattle SuperSonics    | New Orleans               |
| 24   | Sam Cassell (PG)        | Estados Unidos | Houston Rockets        | Florida State             |
| 25   | Corie Blount (PF)       | Estados Unidos | Chicago Bulls          | Cincinnati                |
| 26   | Geert Hammink (C)       | Países Bajos   | Orlando Magic          | LSU                       |
| 27   | Malcolm Mackey (PF)     | Estados Unidos | Phoenix Suns           | Georgia Tech              |

## Segunda ronda
| Pick | Jugador              | Nacionalidad   | Equipo de la NBA       | Origen (Universidad/club) |
| ---- | -------------------- | -------------- | ---------------------- | ------------------------- |
| 28   | Lucious Harris (PG)  | Estados Unidos | Dallas Mavericks       | Long Beach State          |
| 29   | Sherron Mills (F/C)  | Estados Unidos | Minnesota Timberwolves | Virginia Commonwealth     |
| 30   | Gheorghe Muresan (C) | Rumania        | Washington Bullets     | Pau-Orthez (Francia)      |
| 31   | Evers Burns (F)      | Estados Unidos | Sacramento Kings       | Maryland                  |
| 32   | Alphonso Ford (SG)   | Estados Unidos | Philadelphia 76ers     | Mississippi Valley State  |
| 33   | Eric Riley (C)       | Estados Unidos | Dallas Mavericks       | Michigan                  |
| 34   | Darnell Mee (SG)     | Estados Unidos | Golden State Warriors  | Western Kentucky          |
| 35   | Ed Stokes (C)        | Estados Unidos | Miami Heat             | Arizona                   |
| 36   | John Best (F/C)      | Estados Unidos | New Jersey Nets        | Tennessee Tech            |
| 37   | Nick Van Exel (PG)   | Estados Unidos | Los Angeles Lakers     | Cincinnati                |
| 38   | Conrad McRae (PF)    | Estados Unidos | Washington Bullets     | Syracuse                  |
| 39   | Thomas Hill (SG/SF)  | Estados Unidos | Indiana Pacers         | Duke                      |
| 40   | Rich Manning (C)     | Estados Unidos | Atlanta Hawks          | Washington                |
| 41   | Anthony Reed (F)     | Estados Unidos | Chicago Bulls          | Tulane                    |
| 42   | Adonis Jordan (PG)   | Estados Unidos | Seattle SuperSonics    | Kansas                    |
| 43   | Josh Grant (PF)      | Estados Unidos | Denver Nuggets         | Utah                      |
| 44   | Alex Holcombe (C)    | Estados Unidos | Sacramento Kings       | Baylor                    |
| 45   | Bryon Russell (SF)   | Estados Unidos | Utah Jazz              | Long Beach State          |
| 46   | Richard Petruška (C) | Eslovaquia     | Houston Rockets        | UCLA                      |
| 47   | Chris Whitney (PG)   | Estados Unidos | San Antonio Spurs      | Clemson                   |
| 48   | Kevin Thompson (C)   | Estados Unidos | Portland Trail Blazers | North Carolina State      |
| 49   | Mark Buford (C)      | Estados Unidos | Phoenix Suns           | Mississippi Valley State  |
| 50   | Marcelo Nicola (PF)  | Argentina      | Houston Rockets        | Taugres (España)          |
| 51   | Spencer Dunkley (C)  | Inglaterra     | Indiana Pacers         | Delaware                  |
| 52   | Mike Peplowski (C)   | Estados Unidos | Sacramento Kings       | Michigan State            |
| 53   | Leonard White (F)    | Estados Unidos | Los Angeles Clippers   | Southern                  |
| 54   | Byron Wilson (SG/SF) | Estados Unidos | Phoenix Suns           | Utah                      |

## Jugadores destacados no incluidos en el draft
Estos jugadores no fueron seleccionados en el draft de la NBA de 1993, pero han jugado al menos un partido en la NBA.
| Jugador         | Pos. | Nacionalidad   | Universidad/Club                |
| --------------- | ---- | -------------- | ------------------------------- |
| Ashraf Amaya    | F    | Estados Unidos | Southern Illinois Salukis (Sr.) |
| Bruce Bowen     | SF   | Estados Unidos | Cal State Fullerton (Sr.)       |
| Mitchell Butler | PG   | Estados Unidos | UCLA (Sr.)                      |
| Kornél Dávid    | PF   | Hungría        | Tungsram-Honvéd (Hungría)       |
| Bill Edwards    | F    | Estados Unidos | Wright State (Sr.)              |
| Evric Gray      | SF   | Estados Unidos | UNLV (Sr.)                      |
| Warren Kidd     | C    | Estados Unidos | Middle Tennessee (Sr.)          |
| Todd Mundt      | C    | Estados Unidos | Delta State (Sr.)               |
| Julius Nwosu    | PF   | Nigeria        | Liberty (Sr.)                   |
| Bo Outlaw       | PF/C | Estados Unidos | Houston (Sr.)                   |
| Brent Scott     | C    | Estados Unidos | Rice (Sr.)                      |
| Matt Wenstrom   | C    | Estados Unidos | North Carolina (Sr.)            |
| Aaron Williams  | PF/C | Estados Unidos | Xavier (Sr.)                    |